# Rozsdásodó rókagomba
A rozsdásodó rókagomba (Cantharellus ferruginascens) a rókagombafélék családjába tartozó, Európában és Nyugat-Ázsiában honos, lombos és tűlevelű erdőkben élő, ehető gombafaj.

## Megjelenése
A rozsdásodó rókagomba kalapja 2-6 (9) cm széles, alakja fiatalon szabálytalanul domború, majd eleinte laposan, később benyomottan, néha tölcséresen kiterül. Felszíne  selymesen sima. Széle idősen hullámos. Színe halványsárga vagy tojássárgája-színű, rozsdavörösen foltosodik, a közepe többnyire sötétebb.
Húsa vékony, fehéres vagy halványsárgás színű. Szaga aromás, gyümölcsös-gombaszerű, íze is aromás, kissé csípős. 
Termőrétege nem lemezes, hanem eres, ráncos. A vastag erek a tönkre mélyen lefutók, szabálytalanul, villásan elágazók. Színük halvány sárgás-krémszínű, rozsdabarna.
Tönkje 2-4 cm magas. Alakja hengeres vagy lefelé vékonyodó, néha lapított, nem üregesedik. Felszíne pikkelyes-bordás. Színe halványsárga, rozsdavörösen foltosodik.
Spórapora krémszínű. Spórája nagyjából ellipszoid, sima, nem amiloid, mérete 7,5-10 x 5-6 μm. 

### Hasonló fajok
A sárga rókagomba (néhány taxonómus a változatának tartja), a narancsvörös rókagomba, a halvány rókagomba, a narancsvörös álrókagomba, esetleg a mérgező világító tölcsérgomba hasonlíthat hozzá.

## Elterjedése és termőhelye
Európában és Nyugat-Ázsiában (Törökország, Irán) honos. Magyarországon nem ritka. 
Lombos erdőkben (főleg bükk, tölgy, szelídgesztenye, gyertyán alatt) vagy fenyvesekben fordul elő kisebb-nagyobb csoportokban. Az aszályos időszakokat rosszul tűri. Nyáron és ősszel terem. 
Ehető, ízletes gomba.  